# Rue Émile-Dubois
La rue Émile-Dubois est une voie située dans le quartier du Parc-de-Montsouris du 14e arrondissement de Paris.

## Situation et accès
La rue Émile-Dubois est desservie par la ligne 6 à la station Saint-Jacques.

## Origine du nom
Elle porte le nom d'Émile Jules Dubois (1853-1904), médecin, conseiller municipal du 14e arrondissement et député de la Seine.

## Historique
Cette rue est amorcée en 1905 du côté de la rue de la Tombe-Issoire sous le nom de « rue Paul-Seurat » et achevée en 1911 ; elle prend alors sa dénomination actuelle.

## Bâtiments remarquables et lieux de mémoire
- No 5 : un des sites du lycée Fides, créé en 1934[3].
- No 14 : ancien atelier de Yōzō Hamaguchi et Keiko Minami, de 1953 à 1981, artistes japonais[4].
- No 19 : Georges Brassens et Jacques Brel ont vécu à cette adresse en 1966[5].